# Al-Muqtadi
Abū al-Qāsim ʿAbd Allāh ibn Muḥammad al-Dakhīra ibn ʿAbd Allāh al-Qāʾim, "al-Muqtadī bi-amr Allāh" (in arabo أبو القاسم عبد الله بن محمد الذخيرة بن عبد الله القائم "المقتدي بأمر الله‎?; Baghdad, 1056 – Baghdad, 3 febbraio 1094), è stato un califfo abbaside dal 1075 al 1094, salito al trono dopo la morte del nonno al-Qa'im.
Il sultano selgiuchide Malik Shah I gli giurò fedeltà, venne riconosciuto califfo in tutti i territori sotto controllo selgiuchide. L'Arabia e le città sante dell'islam si ribellarono ai Fatimidi sciiti, riconoscendo l'autorità spirituale degli Abbasidi. Il sultano selgiuchide Malik Shah I organizzò un matrimonio tra sua figlia ed al-Muqtadi, sperando nella nascita di un figlio che sarebbe dovuto diventare sia califfo abbaside che sultano selgiuchide. Anche se la coppia ebbe un figlio, la madre lasciò la corte di Baghdad con il bambino, rifugiandosi a Isfahan. A causa del fallimento del matrimonio, Malik Shah non accettò più l'interferenza di al-Muqtadi negli affari di Stato, e lo mandò in esilio a Bassora. Morì nel 1094 e gli succedette il figlio al-Mustazhir.